# Françoise Madeleine av Orléans
Françoise Madeleine av Orléans, kallad Mademoiselle de Valois, född 1648, död 1664, var en hertiginna av Savojen; gift 1663 med hertig Karl Emanuel II av Savojen. Hon var dotter till den franske prinsen Gaston av Frankrike, hertig av Orléans och Margareta av Lothringen.

## Biografi
Françoise Madeleine växte upp i Blois, dit hennes familj hade förvisats sedan hennes far hade deltagit i Fronden. Det diskuterades länge om hon skulle gifta sig med sin kusin Ludvig XIV, förhoppningar som utsläcktes när kungens äktenskap kungjordes 1659. Hon valdes ut till brud av sin blivande svärmoder Christine av Frankrike, med godkännande av kardinal Mazarin, i stället för Maria Johanna av Savojen, eftersom hon bedömdes vara mer lättmanövrerad och undergiven. 
Vigseln skedde först per procura i Louvren i Paris, och sedan personligen i Annecy i Savojen. Därefter gjorde paret ett högtidligt intåg i Turin. Paret hade inga barn. I Savojen kallades hon för den italienska versionen av sitt namn. Hon led av svår hemlängtan i Savojen. Hon uppges ha kommit nära sin svärmor, som också var hennes faster. När hennes faster-svärmor avled, uppges hon ha tagit dennas död hårt. Hon var den kortvarigaste hertiginnan av Savojen. Eftersom hon avled barnlös, tvingades hennes änkling snabbt gifta om sig för tronföljdens skull.